# Cimetière de Magnolia (Augusta, Géorgie)
Le cimetière de Magnolia est un cimetière historique situé à Augusta, en Géorgie. Il est officiellement fondé en août 1818. S'étendant sur plus de 60 acres (24 ha), il est le lieu du dernier repos de sept généraux confédérés, de cinq cimetières juifs, d'un cimetière grec, et de l'arbre le plus ancien dans l'État de Géorgie.

## Histoire
Le terrain où se trouve le cimetière de Magnolia fait un temps partie d'une plantation avec la première inhumation officielle au mois d'août 1818. L'académie du comté de Richmond possède les deux premiers blocs et elles les vendent au conseil de la ville d'Augusta pour 800 $ en 1817.

## Tombes notables
- Edward Porter Alexander, brigadier général confédéré[1]
- Goode Bryan, brigadier général confédéré[1]
- Victor Girardey, brigadier général confédéré[1]
- Paul Hamilton Hayne, poète[2]
- John King Jackson, brigadier général confédéré[1]
- John Martin, soldat de la guerre d'indépendance américaine qui a vécu jusqu'à l'âge de 105 ans[2]
- James Ryder Randall, poète et éducateur[2]
- William Duncan Smith, brigadier général confédéré[1]
- Marcellus A. Stovall, brigadier général confédéré[1]
- Thomas Wightman, peintre[3]
- Richard Henry Wilde, poète[2]
- Ambrose Wright, major général confédéré[1]